# Hecatera placida
Hecatera placida är en fjärilsart som beskrevs av Eugen Johann Christoph Esper 1789. Hecatera placida ingår i släktet Hecatera och familjen nattflyn. Inga underarter finns listade i Catalogue of Life.